# 布盧德納亞河 (皮奧扎河支流)
布盧德納亞河（羅馬化：Bludnaya）是俄羅斯的河流，屬於皮奧扎河的左支流，由阿爾漢格爾斯克州負責管轄，河道全長150公里，流域面積1,390平方公里，發源自季曼嶺中部，河水主要來雨水和融雪。